# Aizuwakamatsu

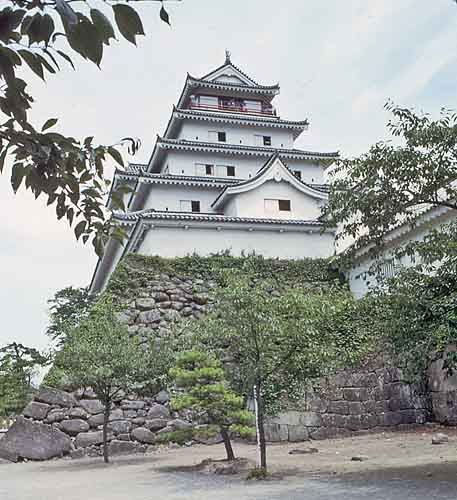
Castillo Aizuwakamatsu.

Aizuwakamatsu (会津若松市 Aizuwakamatsu-shi?) es una ciudad localizada en la prefectura de Fukushima, Japón. En junio de 2019 tenía una población de 120.016 habitantes y una densidad de población de 313 personas por km². Su área total es de 382,97 km². En la ciudad se encuentra la Universidad de Aizu y el Castillo de Aizuwakamatsu. 

## Historia
La ciudad fue destruida durante la Guerra Boshin en 1868 y fue refundada el 1 de abril de 1899.

## Geografía

### Municipios circundantes
- Prefectura de Fukushima
  - Kōriyama
  - Kitakata
  - Inawashiro
  - Bandai
  - Aizubange
  - Yugawa
  - Tenei
  - Shimogō
  - Aizumisato

### Montañas
- Monte Ōtodake (1416 m)
- Monte Seaburi
- Monte Oda
- Monte Iimori

### Ríos
- Río Agano
- Río Nippashi
- Río Yugawa
- Río Sesenagi

### Lagos
- Lago Inawashiro
- Lago Wakasato
- Lago Higashiyama
- Lago Sohara

## Demografía
Según datos del censo japonés, la población de Aizuwakamatsu ha disminuido en los últimos años.
| Año del censo | Población |
| ------------- | --------- |
| 1995          | 137.065   |
| 2000          | 135.415   |
| 2005          | 131.389   |
| 2010          | 126.220   |
| 2015          | 124.062   |

## Gente famosa nacida en Aizuwakamatsu
- Hiroshi Sasagawa, creador de anime
- Sōichirō Hoshi, seiyū
- Takeda Sokaku, maestro de artes marciales restaurador del Daito Ryu Aiki Jujutsu
- Saigō Tanomo, Jefe del consejo del Clan Takeda
- Shiba Gorō, General del Ejército Imperial Japonés condecorado con la "orden del halcón dorado" y la "orden del tesoro sagrado", escritor de Boshin Junnan Kaikoroku, Aru Meiji-jin Shiba Goro no isho y Kajin no Kigu.